# Aeronien
| Systeem                                 | Serie      | Etage        | Ouderdom (Ma) |
| --------------------------------------- | ---------- | ------------ | ------------- |
| Devoon                                  | Onder      | Lochkovien   | jonger        |
| Siluur                                  | Pridoli    | Pridoli      | 419,2–423,0   |
| Siluur                                  | Ludlow     | Ludfordien   | 423,0–425,6   |
| Siluur                                  | Ludlow     | Gorstien     | 425,6–427,4   |
| Siluur                                  | Wenlock    | Homerien     | 427,4–430,5   |
| Siluur                                  | Wenlock    | Sheinwoodien | 430,5–433,4   |
| Siluur                                  | Llandovery | Telychien    | 433,4–438,5   |
| Siluur                                  | Llandovery | Aeronien     | 438,5–440,8   |
| Siluur                                  | Llandovery | Rhuddanien   | 440,8–443,4   |
| Ordovicium                              | Boven      | Hirnantien   | ouder         |
| Indeling van het Siluur volgens de ICS. |            |              |               |

Het geologisch tijdperk Aeronien (Vlaanderen: Aeroniaan), is een tijdsnede in het onderste tijdvak van het Siluur, het Llandovery. Het Aeronien duurde van 440,8 ± 1,2 tot 438,5 ± 1,1 Ma. Het werd voorafgegaan door het Rhuddanien en na/op het Aeronien komt het Telychien.

## Naamgeving
Het Aeronien is genoemd naar de boerderij Cwm-coed-Aeron, vlak bij Llandovery in Powys (Wales). De golden spike van het Aeronien bevindt zich in een ontsluiting met de naam transect h aan de bosweg Trefawr ten noorden van de boerderij. De naam werd ingevoerd door een groep Britse geologen in 1971.

## Definitie
De basis van het Aeronien wordt gedefinieerd door het eerste voorkomen van de graptoliet Monograptus austerus sequens. De top ligt boven het uitsterven van de brachiopode Eocoelia intermedia en onder het eerste voorkomen van de brachiopode Eocoelia curtisi. De top ligt ook in de buurt van de basis van de graptolietzone van Monograptus turriculatus.